# 9M111 Fagot
9M111 Fagot (ryska: 9М111 Фагот (fagott), NATO-beteckning: AT-4 Spigot) är en sovjetisk andra generationens pansarvärnsrobot. Beteckningen 9M111 syftar på själva roboten och 9K111 på det burna robotsystemet med sikteseheten 9P135. Roboten påminner långt om BGM-71 TOW.

## Bakgrund
Sovjet inledde utvecklingen av 9K11 Maljutka (NATO-beteckning: AT-3 Sagger) 1961, och även om roboten var en lovande konstruktion som senare skulle nå berömmelse i Jom kippur-kriget stod det från första början klart att den också hade sina brister. Roboten måste styras manuellt mot sitt mål, vilket inte alltid var en enkel uppgift på slagfältet. Robotens låga hastighet gjorde också att det kunde ta upp till en halv minut för den att nå målet, vilket gav målet tid att vidta motåtgärder. Mål närmare än 500 till 800 meter kunde inte heller bekämpas, vilket gjorde att pansarvärnstruppen också måste utrustas med granatgevär.
För att råda bot på problemen inleddes därför redan 1962 utvecklingen av två nya pansarvärnsrobotar. Tanken var att 9M111 Fagot och 9M113 Konkurs skulle använda liknande teknologi, men vara av olika storlek. 9M111 utvecklades av Tula KBP.

## Funktion
Skytten har ett gyrostabiliserat sikte med tio gångers fast förstoring. När målet är i sikte avfyrar han roboten. Roboten pressas ut ur röret med hjälp av expanderande gaser, som släpps ut ur bakdelen av avfyrningstuben på samma sätt som i ett granatgevär. Raketmotorn accelererar snabbt roboten upp till 186 m/s. I den bakre delen på roboten finns en infraröd lampa, och genom att jämföra bäringen till lampan med bäringen till målet räknas de korrekta styrkommandona automatiskt ut av måldatorn. De skickas sedan via en tunn vajer som går mellan roboten och avfyrningsplattformen till robotens styrsystem, som vid behov korrigerar kursen.
Roboten förvaras och bärs i sin avfyrningstub. Systemet innefattar förutom avfyrningstuben ett enkelt stativ, siktet som är monterad till vänster om tuben (sett ur skyttens synvinkel) och måldatorn som är monterad på stativet under tuben. Skytten ligger ner bakom stativet på vänster sida vid avfyrning. Hela systemet väger 22,5 kg, och kan även användas mot rörliga mål som färdas med upp till 60 km/h. Stativet kan vridas 360 grader runt horisontellt och ±20 grader i vertikal led. Eldhastigheten per plattform är upp till tre robotar varje minut.
Det faktum att roboten i motsats till bland annat 9K11 styr rakt mot målet och inte i en bågformad bana gör att den kan avfyras också mot mål som är relativt nära.
Stridsspetsen är utrustad med riktad sprängverkan. I de äldre versionerna är den enkel, men i den senaste varianten 9M111M har den ersatts med en stridsspets av tandemtyp för bättre effekt mot reaktivt pansar.

## Användning
Roboten kom på förband 1970. Pansarvärnsplutonen i BTR-utrustade motoriserade bataljoner hade två robotgrupper, var och en med två 9K111-team. Varje team bestod av tre man, där skytten bar stativet på ryggen, medan de två andra bägge bar två avfyrningstuber (med robotar i). Soldaterna bär också AK-47 automatkarbiner, men inte granatgevär. Förutom de fyra robotarna fanns ytterligare åtta robotar i det medföljande BTR-trupptransportfordonet.
Systemet har också använts fordonsmonterat, bland annat från BMP-2 och UAZ-469.
I Finland har systemet, med 9P135-tuber, använts under beteckningen PstOhj 82, Panssaritorjunta ohjus 82 (Pansarvärnsrobot 82). Systemet är numera taget ur bruk.

## Varianter

### Robotar
- 9M111 Ursprunglig version, tagen i bruk 1970.
- 9M111-2 Förbättrad version med ny motor, längre styrvajer och förbättrad stridsspets. Max räckvidd 2500 meter, penetrerar 460 mm RHA (Rolled Homogenous Armour).
- 9M111M Faktorija Förbättrad version med tandmleddning. Penetratiotinsförmåga 600 mm, inklusive reaktivt pansar.

### Avfyrningssystem
- 9P135 Ursprunglig version, kan endast avfyra 9M111-seriens robotar.
- 9P135M Förbättrad version som kan avfyra både 9M111- och 9M113-seriens robotar.
- 9P135M1 och 9P135M2 Moderniserade versioner av 9P135.
- 9P135M3 Version utrustad med TVPV nattsikte. Togs i bruk under tidigt 1990-tal, och väger 13 kg mer än ursprungsversionen. Räckvidd upp till 2500 meter nattetid.
- 9S451M2 Förbättrad version för nattstrid.

## Användare
Afghanistan100
 Algeriet100
 Angola100
 Bosnien och Hercegovina52
 Belarus500
 Bulgarien222
 Kroatien119
 Kuba100
 Tjeckoslovakien
 Tjeckien50
 Östtyskland
 Etiopien50
 FinlandFlera hundra 9P135M-1 avfyrningssystem och 9M111-2 robotar under beteckningen PstOhj 82. Tagna ur bruk.
 Georgien
 Grekland262
 Ungern50
Hizbollah
 Indien100
 Iran
 Irak
 Kazakstan
 Kuwait100
 Libyen100
 Litauen
 MoldavienAnvänds på BMD-1
 Moçambique10
 Nordkorea
 Polen100
 Ryssland1000
 Serbien250
 Slovakien50
 Slovenien10 (tagna ur bruk)
 Syrien100
 Ukraina800
 Jemen100